# BioShock 2
A BioShock 2 egy first-person shooter videójáték, amelyet a 2K Marin és az Irrational Games fejlesztett Xbox 360 és PS3 konzolokra, valamint PC-re (Windows). A játék 2010. február 9-én jelent meg világszerte.
A játék megőrizte elődjének, a BioShock-nak a „moralitás-alapú”, jól kidolgozott történetvezetését, a részletgazdag környezetet és az Ayn Rand-inspirálta disztópikus világot.
A játék egy alternatív világban, 1970-ben játszódik, ahol a játékos ezúttal, Subject Delta, egy az előző részből megismerhetett korai Nagybácsi prototípusának  a bőrébe bújhat. A helyszín Rapture városa, amelyet Andrew Ryan alapított a tenger mélyén, hogy olyan világot teremtsen az ott lakók számára, ahol levethetik a "Felszín" élősködőinek elnyomását.
A főhős Subject Delta küldetése, hogy megtalálja Eleanor-t, a Kishúgok egyikét és kiszabadítsa. Eközben túl kell élnie a víz alatti várost benépesítő mutáns lények és mechanikus robotok támadását, valamint a felélesztett Rapture újdonsült vezérének, Lamb-nek erős teremtményeit, a Big Sister-eket (Nővérkéket). A játék ötvözi a szerepjátékokban megszokott lehetőségeket és a túlélőhorror játékok hangulatát.

## A játékról
A BioShock 2 egy FPS játék kalandjáték elemekkel vegyítve, minimálisnak tekinthető eltéréssel a közvetlen előd BioShock-hoz képest.
A játékos Subject Delta szerepében járja a pályákat és begyűjti az azokban található fegyvereket, lőszereket, elsősegély csomagokat, és plazmidokat, amelyek olyan természetfeletti tulajdonságokkal vértezik fel, mint a telekinézis vagy az elektromos sokkolás képessége, így hatékonyan veheti fel a versenyt az ellenfelekkel. A víz alatti világ épületeiben biztonsági rendszerek is üzemelnek. Ezek két fő összetevője a biztonsági kamera és az elhárító rendszer részét képező automatizált fél-intelligens fegyverek, mint a telepített gépágyúk és a mini helikopterhez hasonlító, repülő, fegyveres őrrobotok.
Lehetőség van az elhárító egységek fegyveres megsemmisítésére, másrészről pedig az eszközök rövid kiiktatását követően azok buherálására. Ezt nevezik a játékban hackelésnek. Ehhez a BioShock 2-ben szükséges egy speciális pisztoly, amellyel a kívánt berendezésre egy távirányítású hackelő eszközt kell lőni. Ezt az eljárást, eltérően az előző részben megszokott minijátéktól, a készítők ezúttal egy ügyességi játék formájában oldották meg. A hackelés arra szolgál, hogy a rendszer elemeit (kamerákat, robotokat, lövegeket) a játékos a saját oldalára állíthassa továbbá, hogy hozzáférjen a pályákon elrejtett széfek tartalmához, amelyek gyakran értékes tartalmat rejtenek. Ez a módszer az épületekben található egyéb békés célú automatákon is alkalmazható, továbbá bizonyos biztonsági zárak is nyithatók ezzel a módszerrel.
A játékban beszerezhető fő erőforrások az úgynevezett ADAM, az EVE, és a pénz. Az ADAM mutagén anyag, amely genetikai változásokat eredményez. Az ADAM egységei (egyfajta fizetőeszközként) a főként fizikai előnyökhöz juttató plazmidokra, EVE-re és egyéb genetikai mutációkra válthatók a pályákon található Gatherer's Garden automaták használatával. ADAMhez kétféleképpen juthat a játékos. Mindkét esetben szükség van arra, hogy a Little Sistereket (Kishúgokat) meg tudja közelíteni a főhős. Ehhez először ki kell iktatnia a Kishúgokat védő Big Daddyket (Nagybácsikat).
A Nagybácsi nem más, mint a főhős prototípusának továbbfejlesztett változata; nagyon erős páncélzattal, jó reakcióidővel és kifejezetten nagy mozgékonysággal rendelkező, mélytengeri búvárruhát viselő robusztus felépítésű testőr. Egyetlen célja a hozzá tartozó Kishúg megvédése akár az élete árán is. A Nagybácsik két típusa: Rosie (szegbelövővel felfegyverzett Nagybácsi) és Bouncer (nagy méretű kézi fúrógéppel fegyvegyverzett Nagybácsi).
Az EVE (a szerepjátékokban megszokott varázspontokhoz hasonlóan) az aktív plazmid üzemanyagaként szolgál, és szintén automatákból vásárolható pénzért, vagy a pályák különböző pontjain találhatók elrejtve. A játékos ezen kívül fegyvereket és egyéb eszközöket is megvásárolhat.
A Kishúgokkal való találkozás után a játékos visszaviheti őket rejtekükbe és ez a többször megjelenő motívum rejti a játék morális dilemmáját. A játékos a Nagybácsik megsemmisítése után a Kishúgok segítségével a pályán található angyalok (értékes ADAM-et rejtő hullák) segítségével ADAMhez jut, amennyiben megvédi a begyűjtést végző Kishúgokat az értékes mutagén megszerzése közben nagy erőkkel támadó ellenségtől. Ezt követően, amikor a kislányt a főhős a rejtekhez viszi két lehetőség közül választhat a további ADAM szerzése érdekében.
Az egyik lehetőség, hogy a kislányt „megműti”, így szerezve meg azt a szervet, amely az ADAMet katalizálja a testében, ez a gyermek halálával és a maximálisan kinyerhető mennyiségű mutagén megszerzésével jár. A másik lehetőség a kislány felszabadítása. Ilyenkor a védtelen alany igazi gyermekké alakul, visszajut rejtekébe és kevesebb ADAM lesz az eredmény. A döntés nagyban befolyásolja a játék nehézségét, révén a mutagén anyagnak köszönhetően válik a főszereplő hatékonyabb harcossá.